# Mike Joppien
Mike Joppien (* 24. März 1978 in Langenfeld) ist ein deutscher Badmintonspieler. Björn Joppien ist sein jüngerer Bruder.

## Karriere
Mike Joppien gewann nach zahlreichen Nachwuchstiteln 1997 mit Bronze im Herrendoppel seine erste Medaille bei den Erwachsenen. Neun weitere Medaillen folgten bis 2010. 2001 nahm er an der Weltmeisterschaft teil, 2004 wurde er deutscher Mannschaftsmeister mit dem FC Langenfeld.

## Sportliche Erfolge
| Saison      | Veranstaltung                         | Disziplin    | Platz | Name |
| ----------- | ------------------------------------- | ------------ | ----- | --- |
| 1991/1992   | Deutsche Einzelmeisterschaft U14      | Herrendoppel | 1     | Mike Joppien / Sebastian Hohnert (FC Langenfeld) |
| 1991/1992   | Deutsche Einzelmeisterschaft U14      | Herreneinzel | 1     | Mike Joppien (FC Langenfeld) |
| 1991/1992   | Deutsche Einzelmeisterschaft U14      | Mixed        | 1     | Mike Joppien / Dominique Mirtsching (FC Langenfeld / SG 1862 Anspach) |
| 1993/1994   | Deutsche Einzelmeisterschaft U16      | Mixed        | 1     | Mike Joppien / Dominique Mirtsching (FC Langenfeld / SG 1862 Anspach) |
| 1993/1994   | Deutsche Einzelmeisterschaft U16      | Herrendoppel | 1     | Mike Joppien / Rehan Khan (FC Langenfeld / VfB Friedrichshafen) |
| 1993/1994   | Deutsche Einzelmeisterschaft U16      | Herreneinzel | 1     | Mike Joppien (FC Langenfeld) |
| 1994/1995   | Deutsche Mannschaftsmeisterschaft U18 | Mannschaft   | 1     | FC Langenfeld (Mike Joppien, Björn Joppien, Lutz Ullmann, Christian Baudewin, Marcus Berghaus, Andreas Wölk, Sven Reuter, Jessica Willems, Katrin Loewe, Nicole Krause)                                        |
| 1994/1995   | Deutsche Einzelmeisterschaft U18      | Herrendoppel | 1     | Mike Joppien / Rehan Khan (FC Langenfeld / VfB Friedrichshafen) |
| 1995/1996   | Deutsche Einzelmeisterschaft U18      | Mixed        | 2     | Mike Joppien (FC Langenfeld) / Wiebke Schrempf (BV Gifhorn) |
| 1995/1996   | Deutsche Einzelmeisterschaft U18      | Herreneinzel | 1     | Mike Joppien (FC Langenfeld) |
| 1995/1996   | Deutsche Einzelmeisterschaft U18      | Herrendoppel | 1     | Mike Joppien / Rehan Khan (FC Langenfeld / VfB Friedrichshafen) |
| 1995/1996   | Deutsche Mannschaftsmeisterschaft U18 | Mannschaft   | 1     | FC Langenfeld (Mike Joppien, Björn Joppien, Christian Baudewin, Andreas Wölk, Sven Reuter, Johannes Bilo, Denise Otto, Nina Willems, Kerstin Rommel)                                                           |
| 1996/1997   | Deutsche Einzelmeisterschaft          | Herreneinzel | 3     | Mike Joppien (FC Langenfeld) |
| 1996/1997   | Deutsche Einzelmeisterschaft U22      | Herrendoppel | 1     | Mike Joppien / Andreas Wölk (FC Langenfeld) |
| 1997/1998   | Deutsche Einzelmeisterschaft          | Herreneinzel | 3     | Mike Joppien (FC Langenfeld) |
| 1997/1998   | Deutsche Einzelmeisterschaft          | Herrendoppel | 3     | Mike Joppien / Andreas Wölk (FC Langenfeld) |
| 1997/1998   | Deutsche Einzelmeisterschaft U22      | Herreneinzel | 1     | Mike Joppien (FC Langenfeld) |
| 1997/1998   | Deutsche Einzelmeisterschaft U22      | Herrendoppel | 1     | Sebastian Ottrembka / Mike Joppien (TuS Wiebelskirchen / FC Langenfeld) |
| 1998/1999   | Deutsche Einzelmeisterschaft          | Herreneinzel | 2     | Mike Joppien (FC Langenfeld) |
| 1999/2000   | Deutsche Einzelmeisterschaft          | Herreneinzel | 3     | Mike Joppien (FC Langenfeld) |
| 2001        | Weltmeisterschaft                     | Herrendoppel | 33    | Jochen Cassel / Mike Joppien |
| 2001/2002   | Deutsche Einzelmeisterschaft          | Herrendoppel | 3     | Mike Joppien (FC Langenfeld) / Matthias Krawietz (TuS Gildehaus) |
| 2001/2002   | Deutsche Hochschulmeisterschaften     | Herreneinzel | 1     | Mike Joppien (Uni Wuppertal – FC Langenfeld) |
| 2002        | Weltmeisterschaften der Studenten     | Herrendoppel | 3     | Arnd Vetters / Mike Joppien |
| 2002/2003   | Deutsche Mannschaftsmeisterschaft     | Mannschaft   | 4     | FC Langenfeld (Björn Joppien, Przemysław Wacha, Mike Joppien, Wouter Claes, Andreas Wölk, Matthias Bilo, Johannes Bilo, Manuel Andratschke; Steffi Müller, Kathrin Piotrowski, Aileen Rößler, Isabelle Althof) |
| 2002/2003   | Deutsche Mannschaftsmeisterschaft     | Mannschaft   | 3     | FC Langenfeld (Björn Joppien, Przemysław Wacha, Mike Joppien, Wouter Claes, Andreas Wölk, Matthias Bilo, Johannes Bilo, Manuel Andratschke, Steffi Müller, Kathrin Piotrowski, Aileen Rößler, Isabelle Althof) |
| 2003/2004   | Deutsche Einzelmeisterschaft          | Mixed        | 3     | Mike Joppien / Carina Mette (FC Langenfeld / 1. BC Bischmisheim) |
| 2003/2004   | Deutsche Mannschaftsmeisterschaft     | Mannschaft   | 1     | FC Langenfeld (Mike Joppien, Aileen Rößler, Torsten Hukriede, Kathrin Piotrowski, Stefanie Müller, Björn Joppien, Przemysław Wacha, Matthias Bilo, Andreas Wölk)                                               |
| 2004/2005   | Deutsche Hochschulmeisterschaften     | Herrendoppel | 1     | Mike Joppien / Andreas Wölk (Uni Wuppertal – FC Langenfeld / Uni Düsseldorf – FC Langenfeld) |
| 2004/2005   | Deutsche Mannschaftsmeisterschaft     | Mannschaft   | 3     | FC Langenfeld (Mike Joppien, Björn Joppien, Andreas Wölk, Przemysław Wacha, Thorsten Hukriede, Kathrin Piotrowski, Stefanie Müller)                                                                            |
| 2006/2007   | Deutsche Einzelmeisterschaft          | Herrendoppel | 2     | Torsten Hukriede / Mike Joppien (FC Langenfeld) |
| 2006/2007   | Deutsche Mannschaftsmeisterschaft     | Mannschaft   | 2     | FC Langenfeld (Przemysław Wacha, Björn Joppien, Mike Joppien, Thorsten Hukriede, Andreas Wölk, Nadieżda Kostiuczyk, Kamila Augustyn, Carola Bott, Fabienne Deprez, Heidemarie Deprez)                          |
| 2007/2008   | Deutsche Einzelmeisterschaft          | Herrendoppel | 3     | Torsten Hukriede / Mike Joppien (FC Langenfeld) |
| 2009 / 2010 | Deutsche Einzelmeisterschaft          | Mixed        | 3     | Mike Joppien / Fabienne Deprez (FC Langenfeld) |